# Писарник, Алехандра
Алехандра Писарник (исп. Alejandra Pizarnik, урождённая Флора Пизарник — исп. Flora Pizarnik Bromiker; 29 апреля 1936, Буэнос-Айрес — 25 сентября 1972, там же) — аргентинская поэтесса, прозаик, переводчик.

## Биография
Младшая дочь еврейских выходцев из Ровно Элиаса Пизарника (Elias Pizarnik, 1908—1966) и Рейзлы Бромикер (Rejzla Bromiker de Pizarnik, ?—1987). Родители покинули Польшу и поселились в Аргентине в 1934 году — за два года до её рождения. Её домашним еврейским именем было Блюма (уменьшительно — Блимеле, дословно — «цветок»), что и было в испанском переводе записано в её метрике: «Флора Писарник». Параллельно с обычной, училась в еврейской школе имени Залмана Рейзена (с обучением на идише).
С юности Флора страдала от того, что мать постоянно сравнивала её со старшей сестрой, от своего иммигрантского статуса в чужой стране, намечающейся полноты, слабого здоровья (акн), астмы) и заикания. Опасаясь поправиться, она начала употреблять амфетамины, получила зависимость и серьёзные проблемы со сном, которые, в свою очередь, пыталась преодолеть с помощью барбитуратов. Чтобы освободиться от подростковых проблем и навязанных другими ожиданий, Флора Писарник решила сменить имя на Алехандра.
Училась в Буэнос-Айресском университете на факультете философии и журналистики, совмещая учёбу с занятиями живописью у известного художника Хуана Батле Планаса. В университете начала читать Кьеркегора, Джойса, Пруста, Бретона, сюрреалистов, переводить стихи Элюара. Прочитанное послужило фундаментом для выстраивания собственной писательской идентичности Алехандры Писарник. Поэзия этого периода пропитана темами влечения к смерти, утраченного детства, внутреннего сиротства и отчужденности.
В университете Алехандра знакомится с заведующим кафедрой современной литературы Хуаном Хакобо Бахарлией, ставшим её первым критиком и помощником в издании сборника «La tierra más ajena» (1955)  .
С 1954 года Алехандра стала посещать психоаналитика Леона Острова, которому посвятила свой следующий сборник стихов «La última inocencia» (1956).
В 1962 году в издательстве «Sur» Виктории Окампо выходит новый сборник Алехандры Писарник «Árbol de Diana» (1962). В это же время поэтесса знакомится с Сильвиной Окампо, с которой будет общаться и переписываться всю жизнь.
В 1964 году Писарник начинает работать над следующей книгой «Los trabajos y las noches» и продолжает сотрудничать со различными латиноамериканскими газетами и журналами, где публикует свои стихи и литературоведческие статьи.
В 1967 году умирает отец Алехандры Писарник, что становится для неё серьёзным ударом и поводом для постоянных размышлений о смерти.
В 1968 Алехандра публикует свою самую известную работу — сборник «Extracción de la piedra de locura», а в 1969 — пьесу «Los poseídos entre lilas».
Пытаясь вырваться из депрессии, Алехандра совершает путешествие в Нью-Йорк и Париж, но это не приносит облегчения и в 1970 она совершает первую попытку самоубийства.
В 1971 году, после курса психотерапии, состояние Алехандры на некоторое время улучшается. Она публикует посвященный Елизавете Баторий рассказ «La condesa sangrienta» и сборник стихов «El infierno musical».
Однако вскоре, после второй попытки суицида, Алехандра попадает в психиатрическую больницу Буэнос-Айреса. 25 сентября 1972 года, вернувшись домой из клиники с разрешения врачей, 36-летняя Алехандра Писарник покончила с собой, приняв 50 таблеток секонала.

## Творчество
Стихи и лирическая проза Писарник пронизаны мотивами смертной тоски, несбыточной надежды найти себя в смене социальных и эротических масок, непреодолимой тяги к забытью и небытию.
В 1960—1964 жила в Париже, познакомилась с Х. Кортасаром (есть мнение, что она стала одним из прообразов Маги в романе «Игра в классики», Кортасар эту версию не поддерживал, он дружил и переписывался с Алехандрой, посвятил ей несколько стихотворений), О. Пасом, Итало Кальвино, Андре Пьейром де Мандьяргом, Роже Каюа. В 1960-е годы публикует статьи о Кортасаре, берет интервью у Борхеса, пишет о Мишо, Арто, Бретоне. В Буэнос-Айресе близка к кругу аргентинских сюрреалистов (Э. Молина, А. Хирри, О. Ороско, Р. Хуаррос). Переводила стихи Арто, Мишо, Эме Сезера, Ива Бонфуа, Сальваторе Квазимодо, прозу Маргерит Дюрас, А. Пьейра де Мандьярга.

## Признание
В 1966 получила литературную премию Буэнос-Айреса за поэзию. Стихи и проза Писарник переведены на английский, немецкий, французский, итальянский, португальский, шведский, чешский, словенский и другие языки. В Авельянеде, где прошло её детство, поэтессе установлен памятник.
Памяти Писарник посвящён диск Кристофа Курцманна Музыкальный ад.

## Произведения
- La tierra más ajena / Самая чужая земля (1955),
- La última inocencia / Последняя чистота (1956, заглавие — цитата из Лета в аду Рембо, стихотворение Дурная кровь),
- Las aventuras perdidas / Беспутные приключения (1958),
- Arbol de Diana / Древо Дианы (1962, с предисловием Октавио Паса),
- Los trabajos y las noches / Труды и ночи (1965),
- Extracción de la piedra de la locura / Извлечение камня глупости (1968, отсылка к известному аллегорическому сюжету, легшему в основу картин Босха, Питера Брейгеля, Хемессена),
- Nombres y figuras / Имена и лица (1969),
- El Infierno musical / Музыкальный ад (1971),
- Los pequeños cantos / Короткие песни (1971),
- La condesa sangrienta / Кровавая графиня (1971, книга навеяна образом преступной графини Елизаветы Батори),
- Zona prohibida / Запретная зона (1982, посмертно, с рисунками автора).

## Сводные издания
- El deseo de la palabra. Barcelona: Ocnos, 1975 (избранные стихи и проза, предисловие Октавио Паса).
- Poemas. Buenos Aires: Centro Editor de América Latina, 1982.
- Textos de Sombra y últimos poemas/ Olga Orozco y Ana Becciú, eds. Buenos Aires: Sudamericana, 1982.
- Obras Completas. Buenos Aires: Corregidor, 1993 (полное собрание стихов и избранная проза).
- Correspondencia Pizarnik/ Ivonne Bordelois, ed. Buenos Aires: Editorial Planeta Argentina, 1998 (письма).
- Prosa completa. Barcelona: Lumen, 2002
- Diarios. Barcelona: Lumen, 2003 (дневники, переизд. 2005, 2007).
- From the Forbidden Garden: Letters to Antonio Beneyto. Lewisburg: Bucknell UP, 2004 (письма).
- Nueva correspondencia Pizarnik/ Ivonne Bordelois y Cristina Piña, eds. Monterrey: Universidad Autónoma de Nuevo León, Editorial Buró Blanco, Posdata Editores; Guadalajara: Imprenta Pandora, 2012 (новые письма)

## Публикации на русском языке
- «Скиталица по себе самой…»// Иностранная литература, 2013, № 2